# إلزى إبراهيموفا
إلزى إمام الدين قيزي إبراهيموفا (بالأذربيجانية:Elza İbrahimova) - ملحنة أذربجانية، فنان الشعب في جمهورية أذربيجان (2008)، فنان الشعب في أذربيجان وداغستان.

## حياتها
ولد إلزى إبراهيموفا في عام 1938، في مدينة حاجي قبول.
تخرج من مدرسة للموسيقى رقم 8، فئة التركيب من مدرسة ثانوية للموسيقى إسمه عاسف رينلي في عام 1957، قسم التركيب من أكاديمية باكو للموسيقى إسمه عزير حاجبايوف، في عام 1964.

## إبداعها
تقوم إلزى إبراهيموفا بتأليف أول أغنية لها في عام 1969.
غنيت شوكات علاكباروفا أغنية إسمها «ليس كذب» التي قامت بتأليف إلزى إبراهيموفا.
قامت إلزى إبراهيموفا بتأليف الرومانسية، سوناتا، الرباعية بجانب الأغاني المثيرة والأصلية.
هي مؤالفة لأوبرا «عافت»، «شيخ شاميل»، «هنهنة حارقة».
كانت أغنية «يا وطن» التي ألفها الملحنة إلزى إبراهيموفا، واحدة من الأغاني التي تمجد أذربيجان في جميع أنحاء العالم.
في عام 1992، حصل على لقب «عامل فني تكريمي» في جمهورية أذربيجان.
و حصل على لقب فنان الشعب في جمهورية أذربيجان في عام 2008.
توفيت إلزى إبراهيموفا في 74 من عمرها، 11 فبراير عام 2008، ودفنت الملحنة في ممشى الفخري الثاني.

## لذكرها
وقع رئيس جمهورية أذربيجان إلهام علييف أمرا باحتفال اليوبيل 80 عاما لإلزى إبراهيموفا، في 22 ديسمبر 2017.

## مؤلفاتها
- أوبرا «عافت» (مؤلف لعمل حسين جافيد)
- أوبرا «هنهنة حارقة» (مؤلف لعمل راميز حيدار، 1992)
- نشيد «نفاتون» (مؤلفه زييادوغلو، للأوركسترا السيمفوني، 2001)
- موسيقى لفيلم «عالم العاشق» (1998)